# 元木大介
元木 大介（もとき だいすけ、1971年12月30日 - ）は、大阪府豊中市出身の元プロ野球選手（内野手、外野手）、タレント、野球指導者。右投右打。
2019年シーズンから2023年まで読売ジャイアンツのコーチ。2024年からは「ジャイアンツアカデミー」の校長。
愛称は長嶋茂雄が命名し、自叙伝の題にもなった「クセ者」など。

## 経歴

### プロ入り前
幼少時代は南海ホークスファンで、たびたび大阪スタヂアムに足を運び、ホークス友の会に入会していた他、南海OBによって運営されていた少年野球チーム・ジュニアホークスにも入っていた。小学6年生の頃、当時、巨人の監督だった王貞治と対面し、一緒に記念撮影をした際、「プロ野球に入るなら巨人に来いよ」と激励されたことに感激して以来、巨人ファンに転向したという。
上宮高校で甲子園に3回出場。1989年、3年時の春は3本塁打を放ち決勝へ進み、1学年下のエース・宮田正直と東邦高・山田喜久夫の投げ合いで延長へもつれ込むと10回表には自身の安打を契機に勝ち越して優勝まであと一死と迫ったが三塁手・種田仁と二塁手での挟殺プレーからミスが生まれてサヨナラ負け。遊撃手の元木はその場でうずくまった。夏の甲子園でも1試合2本塁打を放つなど注目された。同校同期には、中堅手の小野寺在二郎、控え部員であった星田英利、2学年下には薮田安彦、中村豊、市原圭、久保孝之。高校通算24本塁打。甲子園通算6本塁打は清原和博に次いで歴代2位タイ（桑田真澄、中村奨成と同数）、選抜通算4本塁打は清原と並ぶ歴代最多タイ記録である。また上宮対高知商戦の際に隠し球でアウトを取った。
3年時の夏は大フィーバーで、大阪大会や甲子園練習には女性ファンが殺到。開会式当日、出場校は球場の外で待機することになっているが、混乱を避けるために上宮だけ隔離されるという異例の措置も取られた。
3年夏・甲子園3回戦の対八幡商高で内野フライを放ち、一塁へ走るのをやめたことがあった。ところが、そのフライを相手内野手が落球。走るのをやめてしまっていた元木は一塁でアウト。ベンチに戻ってきたところを山上監督に怒鳴られるシーンが全国に中継された。
1989年10月14日に電車の中で近鉄の監督である仰木彬と乗り合わせ、握手をしてもらっていた。当日は近鉄の優勝が決まるかというタイミングで仰木の出勤シーンを撮りにテレビのカメラマンがついてきており、その模様がニュースで放映されていた。
同年のドラフト会議では読売ジャイアンツへの入団希望を公言し、1位指名するものと思われたが、2位指名するものと思われた同じく巨人入りを希望していた慶応大学・大森剛が「高校生より下の指名なんて受けない」「1位指名でなければ巨人にも行かない」「2位指名はもちろん、外れ1位でも行かない」「希望通りにならなければ東京ガスへ入社し、2年後の次のドラフト指名を待つのもやめる」と宣言しており、また東京六大学野球リーグにおいて大森が三冠王を獲得した大学3年生時に早々と1位指名を確約していたことから、巨人は大森を1位指名することとなった。
元木は福岡ダイエーホークスから野茂英雄の外れ1位で指名されるが、自身も巨人熱望から阪神へ入団した経験を持つダイエー監督・田淵幸一が「胸ドキドキ、ワクワク。最高だよ」とまるで入団がもう決まったかのように浮かれているのとは対照的に巨人入団の夢が破れた元木は悔しさのあまり号泣し、その姿は見かねた上宮高校野球部監督・山上烈が「元木があまりにもかわいそうです」と言うほどの拒絶ぶりだった。ダイエー球団も粘り強く交渉はしたものの、本人同席の交渉の場で担当者が失言したことにより元木が激怒、これで完全に交渉は決裂に終わった。
結局、元木はダイエーへの入団を拒否し、進路については大学野球からは早稲田大学(大学進学に関しては学力の問題で卒業は厳しいというのが、本人と話を貰っていた監督も一致した考えだったため、選択肢からすぐに消えた)、社会人野球では日本石油から声がかかったが、大学では4年、社会人では3年間ドラフト指名が出来ないため浪人を決意する。しかし、浪人を決意したものの練習場所の確保に困っていたところ、元木がかつて所属していたボーイズリーグ南海ホークスジュニアの関係者が協力してくれたおかげで、1ヶ月間滋賀の社会人チームのグラウンドを借りられる事になった。ただ、すぐにマスコミが嗅ぎつけて頓挫してしまう。途方に暮れていたところ、今度は元南海ホークスの穴吹義雄の息子が力を貸し1年間ハワイに野球留学することになった。この決断は巨人に裏切られながらもそれでも巨人に入りたいと信念を貫いただけなのに、マスコミからの批判を受けるなどして人間不信に陥り、マスコミからのバッシングから逃れたい、ひとりになりたいという思いが強かったからとのことである。また、留学先では生活環境や練習環境の劣悪さに苦労したという。この野球留学中、学生だったベニー・アグバヤニ（後に千葉ロッテマリーンズ）とチームメイトになり、知り合いになったという。

### プロ入り後
1990年のドラフト会議で巨人より1位指名を受けて入団する。契約金は9千万円。
1992年から一軍で出場。バッテリーを除く全てのポジション（主に内野）を守れるユーティリティープレイヤーとして活躍する。オールスターゲームでは、初出場の1998年は遊撃手、翌1999年は三塁手のファン投票で選ばれるも、1998年は代打のみ、1999年は二塁手で試合に出場した。
2000年9月24日の中日ドラゴンズ戦（東京ドーム）で「2番・左翼手」として先発出場し、8回まで被安打5・無四球無失点と、好投を続けていた前田幸長からライト前ヒットで出塁、2番手エディ・ギャラードから江藤智が同点満塁弾、二岡智宏がサヨナラ本塁打を放ち、巨人が4年ぶりにリーグ優勝を決定する口火を切った。シーズン前の1月24日、大神いずみと入籍し、シーズン終了後の12月2日に結婚式・披露宴を執り行った。その模様はテレビで生中継され、仲人は長嶋茂雄夫妻であった。
2003年以降は度重なる故障に悩まされ、2005年は堀内恒夫監督のチーム若返りの方針により後半戦は戦力構想から外れて二軍生活を送り、9月に戦力外通告を受ける。オリックス・バファローズや東北楽天ゴールデンイーグルスなどから入団の誘いがあったものの、浪人してまで巨人入団を1年待った経緯もあり、「ジャイアンツが好きだから、入団したときからこのチームでいらないと言われたら辞めようと決めていた」と33歳で現役を引退。後藤孝志と共に自ら身を引く形となり、世代交代する巨人に迷惑をかけたくなかったという。最終戦で引退試合に出場。いずれは指導者として巨人復帰を希望する旨を示していた。
15年間の現役生活は高校時代の華々しさを考慮すれば物足りなさも残る結果となっており、1989年のドラフト会議で大森剛ではなく元木を1位指名していれば1年間のブランクもなく違う野球人生を送れたのではないのかという意見も多い。事実、上宮高校の同級生でありドラフト指名順位が元木より下の中日に6位指名の種田仁に通算出場試合数・安打数・本塁打数・打率ともに劣る結果となっている。

### 引退後
2018年、カル・リプケン・ジュニアU12世界少年野球大会における日本代表監督に就任。チームは優勝し、3連覇を達成した。就任したのは、星野仙一が推薦してくれたからだという。
2018年10月22日、以前から希望していたように2019年から巨人の一軍内野守備兼打撃コーチに就任することを球団が発表、13年ぶりの球界復帰となる。背番号は「77」。
コーチ就任のオファーは原辰徳から直々に電話がかかってきたもので、背番号77は星野仙一の番号から取ったという。引退後にタレント活動を主体にしていた人物がNPB一軍球団に指導者として就任するのは、同じく2019年からコーチに就任した宮本和知と揃って珍しい例である。攻撃時は三塁ベースコーチを担当した。
2020年から一軍ヘッドコーチに昇格。9月16日に虫垂炎のため緊急入院、同日から阿部慎之助二軍監督が一軍ヘッドコーチ代行としてベンチ入りした。
2020年11月23日未明に公式インスタグラム（元木大介 (@motoki_daisuke) - Instagram）が第三者に不正ログインされたと24日に所属事務所が発表。その後、そのアカウントは閉鎖し、新たに公式インスタグラムアカウント（元木大介 (@daisuke_motoki2) - Instagram）を開設した。
2022年は、一軍ヘッド兼オフェンスチーフコーチ。
2023年は、一軍作戦兼内野守備コーチ。同年オフ退任を発表。
2024年から、巨人が子どもたちに野球指導するスクール「ジャイアンツアカデミー」の校長に就任。その傍らフリーの野球解説者とタレントに復帰する。

## タレント時代
2005年、ケイダッシュグループのアワーソングスクリエイティブに所属するようになり、シーズンオフから日本テレビ系THE・サンデーのスポーツコーナーにレギュラー出演。野球解説者（TBS「S☆1」、日テレG+「徳光和夫の週刊ジャイアンツ）、タレント業、Vシネマ中心の俳優業などで活動を始めた。
2006年よりTBSラジオ野球解説者、スポーツ報知評論家となった。30代半ばの時期は若いこともあり、中継の際は必ず年上・年下問わず「XX選手」と言うようにしていた。
2007年から、マスターズリーグ・東京ドリームスに参加している。内野手登録で、背番号は2となっている。
2008年12月頃から最終回まで、クイズ!ヘキサゴンIIにレギュラー出演する。司会の島田紳助などから、共演していた南明奈の愛称「アッキーナ」をもじって「モッキーナ」と呼ばれる。
2009年5月16日に収録された「クイズ!ヘキサゴンII」のコーナー、「みんなで跳ぼう!縄跳びクイズ!」で転倒して左アキレス腱を断裂する重傷を負った。
2010年9月に台東区上野（仲御徒町駅前）、2012年9月に広尾にラーメン店「元福」をオープンしたものの両店舗とも閉店。2013年6月から足立に本店を構えたが2014年暮れに閉店した。この件に関しては、後に『しくじり先生』に出演した際に詳細を語っている。
2013年に元プロ野球選手が9人出演する仁侠映画『ダイヤモンド』に出演し、映画初出演。これをきっかけに俳優業にも意欲を見せ、翌年以降Vシネマを中心に仁侠ものの作品に出演し始めている。

## 選手としての特徴
高校時代は甲子園通算6本塁打を記録したスラッガーだったが、プロ入り後はつなぎ役に徹していた。また1998年には得点圏打率1位となるなど勝負強かった。
現役時代は隠し球や状況を読んだ打撃などの卓越した技術とセンスによるプレーから、監督の長嶋茂雄に「くせ者」「スーパーサブ」と評された。カル・リプケンU12世界少年野球大会における日本代表監督に推薦した星野仙一からも生前は「巨人で一番嫌だったのはオマエだ」と言わしめた。ヤクルトや阪神の監督として対峙した野村克也もまた、「ピンチになって元木が打席に立つと何を狙っているのかわからず、痛い目に遭うことがよくあった」「反対方向に打ったり、外した投球でもなんとかボールに当てるといった細工が利き、こちらの読みを考えながら対応してくる頭もある。ほんとうに勝負強い、チャンスに強い打者だった」「ちょっとコントロールを誤ると確実に本塁打されるといった怖さはなかったが、走者を置いたような場面では厄介な相手だった」と述べている。打撃に関しては投手の癖やデータ分析を重視するタイプで、当時巨人のスコアラーだった三井康浩には試合前のアドバイスに加え、試合中にもサインでの情報を求めていた。
守備では内野ならどこでもこなす他、外野手としても出場した。二塁手、三塁手、遊撃手の3ポジションで満遍なく起用されたが、出場試合数が一番多かったのは三塁である。
入団当初は俊足という評価もあり代走として起用されることもあったが、実際は自他ともに認める鈍足であった。しかし、相手の癖や配球を考えた上での走塁技術には自信はあったことをかつて新聞の連載で述べている。

## 詳細情報

### 年度別打撃成績
| 年 度      | 球 団      | 試 合 | 打 席 | 打 数 | 得 点 | 安 打 | 二 塁 打 | 三 塁 打 | 本 塁 打 | 塁 打 | 打 点 | 盗 塁 | 盗 塁 死 | 犠 打 | 犠 飛 | 四 球 | 敬 遠 | 死 球 | 三 振 | 併 殺 打 | 打 率 | 出 塁 率 | 長 打 率 | O P S |
| ---------- | ---------- | ----- | ----- | ----- | ----- | ----- | -------- | -------- | -------- | ----- | ----- | ----- | -------- | ----- | ----- | ----- | ----- | ----- | ----- | -------- | ----- | -------- | -------- | ----- |
| 1992       | 巨人       | 34    | 72    | 59    | 7     | 11    | 2        | 0        | 0        | 13    | 2     | 2     | 2        | 2     | 0     | 10    | 0     | 1     | 15    | 2        | .186  | .314     | .220     | .534  |
| 1993       | 巨人       | 80    | 222   | 186   | 25    | 44    | 7        | 1        | 4        | 65    | 15    | 1     | 3        | 3     | 0     | 32    | 0     | 1     | 25    | 7        | .237  | .352     | .349     | .701  |
| 1994       | 巨人       | 90    | 248   | 218   | 26    | 61    | 6        | 0        | 4        | 79    | 25    | 1     | 2        | 6     | 1     | 21    | 0     | 2     | 23    | 3        | .280  | .349     | .362     | .711  |
| 1995       | 巨人       | 67    | 219   | 197   | 13    | 48    | 11       | 1        | 3        | 70    | 25    | 5     | 3        | 5     | 1     | 15    | 0     | 1     | 23    | 5        | .244  | .300     | .355     | .655  |
| 1996       | 巨人       | 91    | 326   | 288   | 34    | 66    | 14       | 1        | 9        | 109   | 35    | 3     | 2        | 6     | 4     | 25    | 0     | 3     | 51    | 5        | .229  | .297     | .378     | .675  |
| 1997       | 巨人       | 101   | 337   | 312   | 33    | 88    | 10       | 1        | 9        | 127   | 32    | 1     | 1        | 7     | 2     | 14    | 0     | 2     | 46    | 6        | .282  | .317     | .407     | .724  |
| 1998       | 巨人       | 114   | 456   | 397   | 49    | 118   | 18       | 3        | 9        | 169   | 55    | 3     | 2        | 6     | 3     | 45    | 0     | 5     | 56    | 18       | .297  | .376     | .426     | .802  |
| 1999       | 巨人       | 114   | 372   | 327   | 28    | 75    | 12       | 0        | 6        | 105   | 34    | 0     | 1        | 8     | 1     | 36    | 1     | 0     | 49    | 11       | .229  | .306     | .321     | .627  |
| 2000       | 巨人       | 114   | 353   | 310   | 40    | 85    | 17       | 0        | 5        | 117   | 29    | 0     | 2        | 7     | 1     | 34    | 1     | 1     | 47    | 7        | .274  | .348     | .377     | .725  |
| 2001       | 巨人       | 123   | 441   | 391   | 51    | 114   | 16       | 3        | 9        | 163   | 39    | 3     | 0        | 9     | 2     | 37    | 3     | 2     | 51    | 13       | .292  | .356     | .417     | .773  |
| 2002       | 巨人       | 121   | 381   | 343   | 39    | 88    | 12       | 1        | 6        | 120   | 52    | 1     | 0        | 8     | 5     | 23    | 2     | 0     | 58    | 19       | .257  | .303     | .350     | .653  |
| 2003       | 巨人       | 60    | 153   | 143   | 11    | 32    | 9        | 0        | 0        | 41    | 14    | 0     | 0        | 3     | 0     | 5     | 1     | 2     | 19    | 6        | .224  | .260     | .287     | .547  |
| 2004       | 巨人       | 55    | 128   | 121   | 11    | 29    | 5        | 0        | 2        | 40    | 13    | 0     | 1        | 0     | 1     | 6     | 0     | 0     | 24    | 3        | .240  | .276     | .331     | .607  |
| 2005       | 巨人       | 41    | 120   | 105   | 9     | 32    | 4        | 0        | 0        | 36    | 8     | 1     | 1        | 4     | 1     | 9     | 0     | 1     | 21    | 2        | .305  | .365     | .343     | .708  |
| 通算：14年 | 通算：14年 | 1205  | 3828  | 3397  | 376   | 891   | 143      | 11       | 66       | 1254  | 378   | 21    | 20       | 74    | 22    | 312   | 8     | 21    | 508   | 107      | .262  | .328     | .369     | .697  |

### 年度別守備成績
| 年 度 | 一塁  | 一塁  | 一塁  | 一塁  | 一塁  | 一塁     | 二塁  | 二塁  | 二塁  | 二塁  | 二塁  | 二塁     | 三塁  | 三塁  | 三塁  | 三塁  | 三塁  | 三塁     | 遊撃  | 遊撃  | 遊撃  | 遊撃  | 遊撃  | 遊撃     | 外野  | 外野  | 外野  | 外野  | 外野  | 外野     |
| 年 度 | 試 合 | 刺 殺 | 補 殺 | 失 策 | 併 殺 | 守 備 率 | 試 合 | 刺 殺 | 補 殺 | 失 策 | 併 殺 | 守 備 率 | 試 合 | 刺 殺 | 補 殺 | 失 策 | 併 殺 | 守 備 率 | 試 合 | 刺 殺 | 補 殺 | 失 策 | 併 殺 | 守 備 率 | 試 合 | 刺 殺 | 補 殺 | 失 策 | 併 殺 | 守 備 率 |
| ----- | ----- | ----- | ----- | ----- | ----- | -------- | ----- | ----- | ----- | ----- | ----- | -------- | ----- | ----- | ----- | ----- | ----- | -------- | ----- | ----- | ----- | ----- | ----- | -------- | ----- | ----- | ----- | ----- | ----- | -------- |
| 1992  | -     | -     | -     | -     | -     | -        | 13    | 19    | 21    | 0     | 2     | 1.000    | -     | -     | -     | -     | -     | -        | 14    | 10    | 24    | 6     | 0     | .850     | -     | -     | -     | -     | -     | -        |
| 1993  | -     | -     | -     | -     | -     | -        | 51    | 74    | 114   | 2     | 21    | .989     | 6     | 2     | 12    | 1     | 3     | .933     | 15    | 6     | 6     | 1     | 3     | .923     | -     | -     | -     | -     | -     | -        |
| 1994  | -     | -     | -     | -     | -     | -        | 57    | 97    | 141   | 2     | 29    | .992     | 21    | 6     | 16    | 2     | 0     | .917     | 9     | 10    | 16    | 0     | 3     | 1.000    | -     | -     | -     | -     | -     | -        |
| 1995  | -     | -     | -     | -     | -     | -        | 47    | 68    | 87    | 4     | 18    | .975     | 6     | 1     | 2     | 1     | 0     | .750     | 19    | 30    | 56    | 1     | 8     | .989     | -     | -     | -     | -     | -     | -        |
| 1996  | -     | -     | -     | -     | -     | -        | 77    | 188   | 222   | 2     | 57    | .995     | 8     | 3     | 5     | 1     | 0     | .889     | 16    | 14    | 22    | 1     | 6     | .973     | -     | -     | -     | -     | -     | -        |
| 1997  | -     | -     | -     | -     | -     | -        | 35    | 72    | 90    | 1     | 22    | .994     | 42    | 23    | 64    | 4     | 6     | .956     | 28    | 33    | 50    | 0     | 13    | 1.000    | -     | -     | -     | -     | -     | -        |
| 1998  | -     | -     | -     | -     | -     | -        | 15    | 26    | 35    | 0     | 5     | 1.000    | 60    | 45    | 64    | 5     | 8     | .956     | 51    | 74    | 115   | 2     | 27    | .990     | -     | -     | -     | -     | -     | -        |
| 1999  | -     | -     | -     | -     | -     | -        | 11    | 20    | 25    | 1     | 5     | .978     | 88    | 55    | 117   | 4     | 10    | .977     | 4     | 6     | 10    | 0     | 2     | 1.000    | 1     | 2     | 0     | 0     | 0     | 1.000    |
| 2000  | 6     | 15    | 1     | 0     | 1     | 1.000    | 7     | 14    | 11    | 0     | 2     | 1.000    | 34    | 15    | 25    | 1     | 1     | .976     | 54    | 67    | 98    | 7     | 22    | .959     | 28    | 15    | 0     | 0     | 0     | 1.000    |
| 2001  | 1     | 1     | 0     | 0     | 0     | 1.000    | 3     | 2     | 2     | 0     | 1     | 1.000    | 19    | 4     | 13    | 0     | 1     | 1.000    | 83    | 92    | 194   | 4     | 42    | .986     | 35    | 39    | 3     | 0     | 1     | 1.000    |
| 2002  | 19    | 93    | 3     | 0     | 3     | 1.000    | 27    | 35    | 62    | 0     | 11    | 1.000    | 60    | 28    | 67    | 6     | 5     | .941     | 30    | 41    | 63    | 0     | 13    | 1.000    | -     | -     | -     | -     | -     | -        |
| 2003  | 11    | 27    | 2     | 0     | 1     | 1.000    | 16    | 25    | 49    | 0     | 8     | 1.000    | 42    | 18    | 41    | 1     | 3     | .983     | 1     | 0     | 0     | 0     | 0     | ----     | -     | -     | -     | -     | -     | -        |
| 2004  | -     | -     | -     | -     | -     | -        | 1     | 2     | 5     | 0     | 1     | 1.000    | 5     | 1     | 0     | 1     | 0     | .500     | 23    | 32    | 63    | 1     | 13    | .990     | -     | -     | -     | -     | -     | -        |
| 2005  | 11    | 66    | 0     | 0     | 7     | 1.000    | 13    | 22    | 29    | 2     | 7     | .962     | 8     | 4     | 6     | 0     | 2     | 1.000    | 1     | 0     | 0     | 0     | 0     | ----     | -     | -     | -     | -     | -     | -        |
| 通算  | 48    | 202   | 6     | 0     | 12    | 1.000    | 373   | 664   | 893   | 14    | 189   | .991     | 399   | 205   | 432   | 27    | 39    | .959     | 348   | 415   | 717   | 23    | 152   | .980     | 64    | 56    | 3     | 0     | 1     | 1.000    |

### 記録
初記録
- 初出場：1992年4月8日、対阪神タイガース2回戦（東京ドーム）、7回裏に大森剛の代走として出場
- 初安打：1992年4月15日、対広島東洋カープ3回戦（東京ドーム）、8回裏に北別府学から中前安打
- 初先発出場：1992年4月28日、対中日ドラゴンズ4回戦（東京ドーム）、「7番・二塁手」として先発出場
- 初打点：1992年5月5日、対阪神タイガース5回戦（阪神甲子園球場）、6回表に猪俣隆から
- 初盗塁：1992年5月30日、対阪神タイガース11回戦（阪神甲子園球場）、4回表に二盗（投手：渡辺伸彦、捕手：山田勝彦）
- 初本塁打：1993年5月12日、対阪神タイガース5回戦（東京ドーム）、3回裏に門奈哲寛の代打として出場、仲田幸司から左越ソロ

節目の記録
- 1000試合出場：2002年7月23日、対阪神タイガース16回戦（阪神甲子園球場）、7回表に川中基嗣の代打として出場 ※史上379人目

その他の記録
- オールスターゲーム出場：2回（1998年、1999年）

### 背番号
- 37（1991年 - 1993年）
- 2（1994年 - 2005年）
- 77（2019年 - 2023年）

### 登場曲
- 「Shooter」Jim Johnston（2001年）※WWEカート・アングル入場曲
- 「2000 Watts」Michael Jackson（2002年）
- 「Boom」P.O.D.（2003年）
- 「Dirt Off Your Shoulder」Jay-Z（2004年）
- 「海の家」TUBE（2004年）
- 「Nasty Girl」Nitty（2005年）
- 「Party Starter」Will Smith（2005年）

## 関連情報

### 著書

#### 単著
- 『クセ者：元木大介自伝』（双葉社、2006年3月、ISBN 4575298794）
- 『元木大介の1分で読めるプロ野球テッパン話88』（ワニブックス、2009年9月、ISBN 9784847018497）

#### 監修
- 『野球少年必見!打撃上達パーフェクトマニュアル：みるみる打球が変わるバッティングの強化書』（ベースボール・マガジン社、2008年12月、ISBN 9784583615714）
- 『少年野球上達パーフェクトマニュアル』（川崎憲次郎共監修、ベースボール・マガジン社、2010年5月、ISBN 9784583102603）

### 出演

#### テレビ
- 徳光和夫の週刊ジャイアンツ（日テレジータス）- 解説
- S☆1（TBS）- 解説
- World Baseballエンタテイメント たまッチ!（2007年3月25日 - 2018年11月11日・2024年3月29日 - 、フジテレビ）- 番組メンバー（不定期出演）
- ネプリーグ (2008年4月28日-2009年9月28日、フジテレビ)
- クイズ!ヘキサゴンII（2008年12月 - 2011年9月、フジテレビ）
- THE・サンデー（- 2008年、日本テレビ） - リポーターもしくはスポーツコメンテーター
- オールスター感謝祭（TBS）
- 午後は○○おもいッきりテレビ（日本テレビ） - コメンテーター
- M・Mメジャーゴルフ（2006年10月 - 2018年、サンテレビ） - 司会
- しくじり先生 俺みたいになるな!!（テレビ朝日） - 2014年11月21日「王道からはみ出しちゃった先生」、2015年9月14日「ラーメン屋を立て続けに潰しちゃった先生」
- 元木大介がセレクト!ビジネス隠し玉企業2017（2017年4月8日 - 2017年12月30日、チバテレ）
  - 元木商店「商売繁盛してまっか？」（2018年1月6日 - 7月28日、チバテレ）
- フルーツ宅配便 第2話（2019年1月19日、テレビ東京）- 本人役
- ライオンのグータッチ（フジテレビ） - グータッチサポーター
- 下剋上球児 最終話（2023年12月17日、TBS） - 伊賀商業高校野球部の監督 役[35]

#### ラジオ
- TBSラジオ エキサイトベースボール（2006年 - 2017年、TBSラジオ）- 解説
- 元木大介のエキサイトサタデー（2006年10月7日 - 2007年3月31日、TBSラジオ） - パーソナリティ
  - 元木大介のエキサイトベースボールサタデー（2007年10月6日 - 2008年3月29日）

#### 映画
- ダイヤモンド（オールインエンタテインメント、2013年8月3日公開）[24] - 北野組組員 / 草野球チーム「北野キラーズ」選手
- 鷲と鷹（ユナイテッドエンタテインメント、2014年5月24日公開）
- 表と裏 シリーズ（オールインエンタテインメント） - 捜査一課 刑事 安住秀幸
  - 表と裏（2015年3月14日公開）
  - 表と裏 第2章（2015年8月29日公開）
  - 表と裏 最終章（2016年2月6日公開）
- CONFLICT 〜最大の抗争〜（オールインエンタテインメント、2016年5月28日公開） - 天道会鷲尾組本部長 遠藤亘
- 聖域 組長の最も長い一日（2018年） - 岡崎（店長）

#### Vシネマ
- 暴力水滸伝（2014年） - 社長
- 極サギ シリーズ（2014年 - 2015年） - 情報屋
- YOKOHAMA BLACK 1 - 4（2016年） - 神奈川県警組対 警部 真壁二郎
- 修羅の男と家なし少女 シリーズ（2016年 - 2017年） - 清流会 国立
- 若頭暗殺史 修羅の男たち シリーズ（2016年 - 2017年） - 山東連合会若宮組若頭補佐 石橋謙三
- CONFLICT 〜最大の抗争〜 第三章（2018年） - 天道会鷲尾組本部長 遠藤亘
- GRAY ZONE2（2017年） - 仁道会桐生組
- 極道天下布武 シリーズ（2017年） - 警視庁 刑事 萩原正也
- 虎狼の群れ1・2（2017年、コンセプトフィルム、オールインエンタテインメント）[36] - 黒龍会柏田組若頭
- ギャングシティ 大阪黙示録（2018年） - 堂島組組長 堂島勝也
- 覇者の掟 第一章（2018年、コンセプトフィルム） - 竹下建設社長 竹下
- YOKOHAMA BLACK6（2018年6月、オールインエンタテインメント） - 神奈川県警 刑事 真壁二郎[37]
- 日本抗争烈島 三極志（2019年） - 林田組 萩原亨（スイーパー）

#### CM
- ファミリー引越センター（2008-2011年）

#### CD
- 風をさがして - 「矢口真里とストローハット」名義
- 泣いてもいいですか - 「ヘキサゴンオールスターズ」名義

#### DVD
- 産経新聞創刊85周年記念作品 平成三十年史（2018年） - ナレーション